# Палата пэров Японии
Палата пэров (яп. 貴族院 кидзокуин) — верхняя палата имперского парламента Японии в соответствии с Конституцией Японской империи (бывшей в силе с 11 февраля 1889 года по 3 мая 1947 года).

## История
В 1869 году, при новом правительстве Мэйдзи, японское пэрство было создано императорским указом путём слияния бывшей несамурайской придворной аристократии (кугэ) и бывших крупнейших военных феодалов (даймё) в единый новый аристократический класс под названием кадзоку.
Второй императорский указ, изданный в 1884 году, сгруппировал кадзоку на пять рангов, эквивалентных европейским князю (или герцогу), маркизу, графу, виконту и барону.
Хотя эта идея такого группирования была взята из европейского пэрства, японские титулы были взяты из китайской и основаны на древней феодальной системе Китая.
Ито Хиробуми и другие лидеры Мэйдзи намеренно смоделировали Палату на основе британской Палаты лордов, в качестве противовеса народного представительства — Палаты представителей.

## Учреждение
В 1889 году Статутом Палаты пэров учредил палату пэров и её состав. Для первой сессии Императорского парламента (1889—1890), где было 145 наследственных членов и 106 императорских назначенцев и высших налогоплательщиков, в общей сложности 251 член.
С созданием новых пэров, дополнительных мест для членов бывшей корейской аристократии и четырёх мест для представителей Императорской Академии Японии, членство достигло 409 мест к 1938 году. На своей 92-й и заключительной сессии число членов было 373.

## Состав
После изменений к уставу, внесенных в 1925 году, Палата пэров состояла из:
1. Наследный принц (ко: тайси) и Великий внук и наследник императора (котайсон) начиная с 18 лет, с пожизненным сроком полномочий;
2. Все императорские принцы (синно) и младшие принцы императорской крови (O) в возрасте старше 20 лет, с пожизненным сроком полномочий;
3. Все князья и маркизы в возрасте старше 25 лет (возраст повышен до 30 лет в 1925 году), с пожизненным сроком полномочий;
4. 18 графов, 66 виконтов и 66 баронов в возрасте старше 25 лет (возраст повышен до 30 лет в 1925 году), на семилетний срок;
5. 125 уважаемых политиков и учёных в возрасте старше 30 лет, назначенные императором в консультации с Тайным советом, с пожизненным сроком полномочий;
6. 4 члена Императорской Академии в возрасте старше 30 лет, избранные академиками и назначенные императором, на семилетний срок;
7. 66 представителей 6000 высших налогоплательщиков, в возрасте старше 30 лет, на семилетний срок.[1]

## Послевоенная ликвидация
После Второй мировой войны, в соответствии с действующей Конституцией Японии, вступившей в силу с 3 мая 1947 года, Палата пэров была заменена выборной Палатой советников.

## Председатели Палаты пэров
|   | Имя               | Титул           | Период председательства         | Сессии |
| - | ----------------- | --------------- | ------------------------------- | ------ |
| 1 | Хиробуми Ито      | граф (хакусяку) | 24 октября 1890 — 20 июля 1891  | 1      |
| 2 | Хатисука Мотиаки  | маркиз (косяку) | 20 июля 1891 — 3 октября 1896   | 2-9    |
| 3 | Ацумаро Коноэ     | князь (косяку)  | 3 октября 1896 — 4 декабря 1903 | 10-18  |
| 4 | Иэсато Токугава   | князь (косяку)  | 4 декабря 1903 — 9 июня 1933    | 19-64  |
| 5 | Коноэ Фумимаро    | князь (косяку)  | 9 июня 1933 — 17 июня 1937      | 65-70  |
| 6 | Ёринага Мацудайра | граф (хакусяку) | 17 июня 1937 — 13 сентября 1944 | 71-85  |
| 7 | Куниюки Токугава  | князь (косяку)  | 11 октября 1944 — 19 июня 1946  | 86-89  |
| 8 | Иэмаса Токугава   | князь (косяку)  | 19 июня 1946 — 2 мая 1947       | 90-92  |